# Freiwilligen-Stamm-Division
La Freiwilligen-Stamm-Division ("División de Voluntarios Regulares") fue una división de infantería alemana de la Wehrmacht durante la Segunda Guerra Mundial. Fue creada el 1 de febrero de 1944 en el sur de Francia. La División era una de las denominadas Ostlegion, lo que significaba que su personal estaba formado por voluntarios de la Unión Soviética. La Freiwilligen-Stamm-Division estaba formada por turcos, azerbaiyanos, georgianos, tártaros, cosacos, armenios y otros voluntarios soviéticos, repartidos en cinco regimientos. El objetivo principal de la división eran las operaciones antipartisanas contra la Resistencia francesa.
En 1944, los maquis franceses comenzaron numerosos levantamientos en Francia. Para derrotar a las fuerzas francesas, las unidades de la División Freiwilligen-Stamm se usaron en varias operaciones. Esto incluía operaciones alemanas contra los Maquis du Mont Mouchet, Maquis de l'Ain et du Haut-Jura y los Maquis du Vercors.
Parte de estas operaciones anti-maquis también incluyeron la Operación Treffenfeld, en la que participaron unidades de la Freiwilligen-Stamm-Division. Durante la Operación Treffenfeld, el 5.º Regimiento Cosaco de la división llevó a cabo la masacre de Dortan en la ciudad francesa de Dortan los días 13 y 14 de julio de 1944. Veinticuatro civiles fueron asesinados en lo que el comando alemán describió como "medidas de represalia". Días después, el 21 de julio, más civiles fueron ejecutados, lo que elevó el número de muertos a unas 35 personas. El pueblo fue quemado y dejado en ruinas.

## Oficiales
- Generalleutnant Ralph von Heygendorff, 1 de febrero de 1944 – 11 de marzo de 1944
- Generalmajor Wilhelm von Henning, 11 de marzo de 1944 – 12 de septiembre de 1944
- Generalmajor Bodo von Wartenberg, 12 de septiembre de 1944 – ?